# Lois pour la confiance dans la vie politique
Lire en ligne

Sur Légifrance :
Loi organique no 2017-1338 du 15 septembre 2017 pour la confiance dans la vie politique,
Loi no 2017-1339 du 15 septembre 2017 pour la confiance dans la vie politique

Les lois pour la confiance dans la vie politique sont des textes législatifs français promulgués en septembre 2017 portant sur les collaborateurs des élus et de ministres, ainsi que sur les conflits d'intérêts.

## Élaboration de la loi

### Contexte
La campagne présidentielle de 2017 est marquée par plusieurs affaires politico-financières, et les différents candidats se prononcent pour de nouvelles mesures dites de « moralisation de la vie politique »,. Après le ralliement avec François Bayrou, le sujet devient prioritaire pour le candidat Emmanuel Macron.
Le 1er juin 2017, soit deux semaines après la prise de fonction du président de la République et du premier gouvernement Édouard Philippe, François Bayrou, garde des Sceaux, présente les grandes mesures de la réforme « pour la confiance dans notre vie démocratique » dont une partie fera partie des projets de lois pour une démocratie plus représentative, responsable et efficace discutés en 2018.
Les questions de transparence et de conflits d’intérêts étaient déjà au cœur des lois relatives à la transparence de la vie publique de 2013 et de la loi relative à la transparence, à la lutte contre la corruption et à la modernisation de la vie économique « Sapin II » de 2016.
Dans le cadre de ce projet de loi, le Garde des Sceaux, François Bayrou, s’est entretenu avec René Dosière, député, Daniel Lebègue, président de Transparency International puis avec Jean-Christophe Picard, président d’Anticor.

### Débats parlementaires
Les textes « rétablissant la confiance dans l’action publique » sont présentés en Conseil des ministres le 14 juin (entre les deux tours des élections législatives) et sont déposés le même jour devant le Sénat. Certaines mesures sur les collaborateurs du président de la République sont prises immédiatement par décret présidentiel. Alors que François Bayrou n’est pas reconduit dans le premier gouvernement Édouard Philippe, à cause d’une enquête sur les comptes du MoDem
, sa successeur Nicole Belloubet est chargée de présenter les textes lors des débats au Parlement. Ceux ci ont lieu jusqu’au début du mois d’août, lors d'une session parlementaire extraordinaire également consacrée à la réforme du code du travail et au projet de loi renforçant la sécurité intérieure et la lutte contre le terrorisme. Les textes sont renommés « pour la régulation de la vie publique » après la première lecture au Sénat, et prennent leur nom final « pour la confiance dans la vie politique » après la première lecture à l’Assemblée nationale, afin de justifier les rejets des amendements de l'opposition concernant l'administration. Au total, le projet de loi aura changé de nom une demi-douzaine de fois à partir de l’accord électoral entre François Bayrou et Emmanuel Macron.
| Loi organique | Loi ordinaire |
| --- | --- |
| - Première lecture au Sénat du 14 juin au 13 juillet - Première lecture à l'Assemblée du 13 juillet au 28 juillet (texte modifié) - Commission mixte paritaire le 1er août 2017 (désaccord) - Nouvelle lecture à l'Assemblée du 1er au 3 août (texte modifié) - Nouvelle lecture au Sénat du 3 au 4 août (texte modifié) - Lecture définitive de l'Assemblée le 9 août (texte adopté) | - Première lecture au Sénat du 14 juin au 12 juillet - Première lecture à l'Assemblée du 13 juillet au 28 juillet (texte modifié) - Commission mixte paritaire le 1er août (accord) - Texte adopté par l'Assemblée le 2 août - Texte adopté par le Sénat le 3 août |

En première lecture au Sénat, le texte ordinaire est adopté le 13 juillet 2017 par 298 voix pour et 5 contre et le texte organique par 300 voix pour et 2 contre.
La suppression de la réserve parlementaire est le sujet qui fait le plus de désaccord. Le Sénat la remplace par une dotation de soutien à l’investissement des petites communes. À l'Assemblée, en amont de l'examen en commission, le président du Groupe LREM Richard Ferrand organise un vote interne à son groupe pour tenter d'obtenir le maintien de la réserve parlementaire, dont la suppression était proposée dans le texte du gouvernement. Un second vote est organisé qui aboutit à une position favorable à l'orientation gouvernementale.
Un amendement socialiste d'Olivier Faure visant à interdire aux lobbies de rémunérer des collaborateurs parlementaires est adopté. En revanche, divers amendements qui visaient à étendre la transparence sur les rencontres des lobbyistes au président de la République, aux membres du Conseil constitutionnel et du Conseil d’État sont rejetés.
En l'absence du président du groupe majoritaire Richard Ferrand et du président de l'Assemblée François de Rugy, suppléé par le vice-président Hugues Renson, les débats de la séance de nuit du 27 juillet donnent lieu à de nombreux incidents de séance (contestation sur le décompte des voix sur un amendement, rejet « par inadvertance » d'un article, annonce du vote le même jour des deux projets de loi en fin de semaine...) provoquant le départ des députés FI puis LR.
Dans la nuit du vendredi 28 au samedi 29 juillet, le projet de loi ordinaire est adopté par 319 voix contre 4, puis le projet de loi organique, avec 203 voix contre 37 issus du groupe Les Républicains. Jean-Luc Mélenchon s'abstient car « on ne s’intéresse pas au poids de l’argent » et des conflits d'intérêts,,.
Pour Contexte, « les discussions ont été polluées par les postures de tous les groupes, qui ont rallongé indéfiniment l’examen du texte et fait monter la tension. Finalement, la loi n’a été modifiée qu’à la marge par rapport à la version adoptée en commission ».
Faute d'accord en commission mixte paritaire, le projet de loi organique dans sa version adoptée par l'Assemblée nationale est rejeté par le Sénat puis adopté définitivement par l'Assemblée nationale le 9 août 2017 par 412 pour, 74 contre et 62 abstentions. L’obtention de la majorité absolue (289 voix) était nécessaire pour adopter ce projet de loi dit organique, car il précise les conditions d’application de la Constitution.
Dès le 9 août, le groupe Les Républicains de l’Assemblée nationale saisit le Conseil constitutionnel en contestant l’interdiction des emplois familiaux pour les parlementaires, ministres et président des exécutifs locaux, ainsi que l’obligation de déclarer à la Haute Autorité pour la transparence de la vie publique ou au déontologue de leurs assemblées s’ils emploient des membres de leur famille élargie : frère, sœur, beaux-frères et belles-sœurs, anciens conjoints, neveux et nièces.

### Décisions du Conseil constitutionnel
Par ses décisions du 8 septembre 2017, le Conseil constitutionnel s'est prononcé sur la loi organique et la loi ordinaire pour la confiance dans la vie politique, dont il avait été saisi. Le Conseil est tenu d'examiner les lois organiques même en l'absence de saisine parlementaire. Il valide l'essentiel des deux textes mais invalide certaines mesures (voir ci-dessous),.

### Promulgation
Le 15 septembre, Emmanuel Macron signe et promulgue les lois devant la presse au palais de l'Élysée en présence de la Garde des sceaux Nicole Belloubet, secrétaire d'État aux Relations avec le Parlement et porte-parole du gouvernement, Christophe Castaner.

### Dispositions écartées ou déclarées non conformes à la Constitution
L'exigence initiale d'un casier judiciaire vierge pour être candidat à une élection ne figure pas dans le texte présenté par le gouvernement. Elle est introduite par la commission des lois, avant que l'Assemblée nationale rétablisse la version du Gouvernement. Selon ce dernier, cette mesure n'est pas constitutionnelle. Selon certains commentateurs, le projet de loi voit sa portée amoindrie sans cette mesure,. 
La suppression du « verrou de Bercy » est proposée par des sénateurs, ainsi que par des députés de droite comme de gauche. Le gouvernement s’y oppose en raison de la création d'une mission d'information et les amendements sont rejetés. Après la remise de ce rapport, le « verrou » est réformé par la loi du 23 octobre 2018 relative à la lutte contre la fraude.
Le texte traite surtout les parlementaires et moins l'exécutif et les hauts fonctionnaires, ce qui est critiqué en séance par des députés de divers bords comme Jean-Luc Mélenchon (FI), Jean-Paul Lecoq (PCF), Julien Aubert (LR) ou Delphine Batho (NG). L'ONG Transparency International regrette des insuffisances sur les conflits d’intérêts, la loi ne plafonnant pas les revenus annexes des parlementaires sous forme de prestations de conseil et éludant la question des conflits d'intérêts « public-public ».
Des mesures annoncées comme la certification des comptes des partis politiques par la Cour des comptes et l'encadrement strict du lobbying ne font pas partie de la loi.
Dans la nuit du 24 au 25 juillet, un amendement, soutenu de longue date par la Ligue internationale contre le racisme et l'antisémitisme (Licra), est finalement adopté qui enrichit le Code pénal d'une peine d'inéligibilité applicable aux personnes reconnues coupables de racisme, d'antisémitisme, de négationnisme, d'homophobie, d'incitation au terrorisme, d'apologie de crime contre l'humanité et de toute forme de discrimination. La professeure de droit constitutionnel Anne-Marie Le Pourhiet, marquée à droite, décrit le projet de loi comme « parfaitement démagogique » et présente cet amendement prévoyant d'étendre le principe de l'inéligibilité aux personnes condamnées pour racisme, antisémitisme ou homophobie comme une nouvelle menace pour la liberté d'expression. Cette disposition est censurée par le Conseil constitutionnel. Selon les juges, « pour condamnables que soient les abus dans la liberté d'expression visés par ces dispositions, en prévoyant l'inéligibilité obligatoire de leur auteur, le législateur a porté à la liberté d'expression une atteinte disproportionnée ». Cette décision est déplorée par des associations comme la LICRA. La peine complémentaire d'inéligibilité de cinq ans est validée pour la provocation à la haine, mais elle rejetée pour les faits de négationnisme, l'injure raciale et la diffamation raciale.
Les dispositions suivantes ont également été censurées  par le Conseil constitutionnel :
- La suppression de la réserve ministérielle au motif de la séparation des pouvoirs législatif et exécutif[23].
- Pour le même motif est également censuré un article qui devait imposer au Premier ministre de prendre un décret fixant les modalités et les limites de la prise en charge des frais de réception et de représentation des membres du gouvernement[23].
- Le Conseil constitutionnel a estimé que le droit de communication de certains documents ou renseignements sur la fiscalité des parlementaires, qui devait être conféré à la Haute Autorité pour la transparence de la vie publique n'était pas assorti de garanties suffisantes et par conséquent a été censuré[23].
- L'article qui visait à encadrer la durée pendant laquelle un ancien membre du gouvernement perçoit son indemnité a été considéré comme un « cavalier législatif »[23] et a donc été censuré également.

## Contenu des lois
Le contenu de deux lois pour la confiance dans la vie politique est résumé ci-dessous, les dispositions pouvant avoir des dates d'application différentes.
Sur le président de la République
Les candidats aux élections présidentielles doivent déclarer leurs intérêts, en plus de leur patrimoine.
Sur les parlementaires
À leur élection, les parlementaires font l'objet de vérification de leur situation fiscale.
L'indemnité représentative de frais de mandat est remplacée par un remboursement sur note de frais.
De nouvelles incompatibilités avec le mandat de parlementaire sont  créés, comme la direction de société de conseil, ou l'activité de représentant d'intérêt,.
L'année suivante, pour compléter ces incompatibilités, une loi fut adoptée permettant à une soixantaine de commissions extra-parlementaires d'accueillir des députés et sénateurs. 
Sur la réserve parlementaire
La réserve parlementaire est supprimée.
Inéligibilité
Une peine complémentaire obligatoire d’inéligibilité est créée en cas de crime ou de manquements à la probité.
Conflits d'intérêt
Les parlementaires doivent faire cesser les conflits d'intérêts entre un intérêt public et des intérêts privés dans lesquels ils peuvent se trouver selon des règles définies par chaque assemblée. Un registre public recense les cas dans lesquels un parlementaire a estimé devoir ne pas participer aux travaux du Parlement en raison d’une situation de conflit d'intérêts.
Collaborateur des élus et des ministres
Deux niveaux sont prévus pour les membres du gouvernement, parlementaires et élus locaux. Les conjoints, parents, enfants ne peuvent faire partie des collaborateurs sous peine de trois ans de prison et 45 000 euros d'amende. Les frères, cousins, anciens conjoints, sont autorisés mais ils doivent être déclarés,.
Un statut est créé pour les collaborateurs parlementaires,.
Financement des candidats et partis politiques.
Le financement des parti ou campagnes électorales ne peut être alimenté par des prêts d'origine extra-européenne.
Un médiateur du crédit aux candidats et aux partis politiques est créé pour faciliter le dialogue entre d'une part, les candidats à un mandat électif et les partis et groupements politiques et, d'autre part, les établissements de crédit et les sociétés de financement.

## Application
Neuf mois après la promulgation de la loi, le gouvernement aurait pu, par ordonnance, prendre les mesures nécessaires pour que les candidats et partis politiques puissent, en cas de défaillance avérée du marché, assurer le financement de campagnes électorales pour les élections présidentielle, législatives, sénatoriales et européennes par l’obtention de prêts, avances ou garanties. L’ordonnance n’a pas été prise, en raison notamment du principe de neutralité et de « la lourdeur d’un dispositif qui aurait dû respecter toutes les normes en matière d’activité bancaire » selon la ministre de la Justice Nicole Belloubet. Ce dispositif, surnommé « banque de la démocratie », ne verra pas le jour.

### Texte des lois
1. ↑  Article 3 de la loi du 6 novembre 1962 modifié par l'article 1 de la loi organique du 15 septembre 2017 pour la confiance dans la vie politique
2. ↑  Article LO136-4 du code électoral créé par l'article 4 de la loi organique du 15 septembre 2017 pour la confiance dans la vie politique.
3. ↑  Article 20 et 21 de la loi du 15 septembre 2017 pour la confiance dans la vie politique
4. ↑  Article LO146-2 du code électoral créé par l'article 9 de la loi organique du 15 septembre 2017 pour la confiance dans la vie politique.
5. ↑  Article LO146-3 du code électoral créé par l'article 10 de la loi organique du 15 septembre 2017 pour la confiance dans la vie politique.
6. ↑  Article 14 de la loi organique du 15 septembre 2017 pour la confiance dans la vie politique.
7. ↑  Article 131-26-2 du code pénal créé par l'article 1 de la loi du 15 septembre 2017 pour la confiance dans la vie politique
8. ↑  Article 4 quater de l'ordonnance n° 58-1100 du 17 novembre 1958 relative au fonctionnement des assemblées parlementaires modifié par l'article 3 de la loi du 15 septembre 2017 pour la confiance dans la vie politique
9. ↑  Article 11 à 17 de la loi du 15 septembre 2017 pour la confiance dans la vie politique
10. ↑  Article 18 et 19 de la loi du 15 septembre 2017 pour la confiance dans la vie politique
11. ↑  Article 26 et 27 de la loi du 15 septembre 2017 pour la confiance dans la vie politique
12. ↑  Article 28 de la loi du 15 septembre 2017 pour la confiance dans la vie politique
13. ↑  Article 30 de la loi organique du 15 septembre 2017 pour la confiance dans la vie politique.

### Autres références
1. ↑  Alice Bardo et Alexandre Poussart, « Moralisation de la vie politique : les mesures des candidats à la présidentielle », sur www.publicsenat.fr, 23 mars 2017
2. ↑  Pauline Moulot, « Non, Macron, n'est pas le seul à vouloir imposer un casier judiciaire vierge aux candidats », 20 janvier 2017
3. ↑  « François Bayrou va-t-il «moraliser» Emmanuel Macron ? », Libération,‎ 27 février 2017 (lire en ligne)
4. ↑  « Ce que contient le projet de loi de moralisation de la vie publique présenté par François Bayrou », sur www.francetvinfo.fr, 1er juin 2017
5. ↑  Rédaction Anticor, « Le Garde des Sceaux s’est entretenu avec le président d’Anticor | ANTICOR » (consulté le 8 octobre 2019)
6. ↑  Décret no 2017-1098 du 14 juin 2017 relatif aux collaborateurs du Président de la République et des membres du Gouvernement
7. ↑  Mathilde Mathieu, « A l'Assemblée, entre esquives et couacs, la moralisation à petits pas », sur Mediapart, 31 juillet 2017 (consulté le 31 juillet 2017).
8. 1 2  Diane de Fortanier, « Loi confiance : l’Assemblée nationale en mode tragi-comédie pour pas grand-chose », sur contexte.com, 30 juillet 2017 (consulté le 25 août 2017).
9. ↑  « Loi pour la confiance dans la vie politique », sur www.senat.fr
10. ↑  « Loi organique pour la confiance dans la vie politique », sur www.senat.fr
11. ↑  « Scrutin sur l'ensemble du projet de loi rétablissant la confiance dans l'action publique »
12. ↑  « Scrutin sur l'ensemble du projet de loi organique rétablissant la confiance dans l'action publique »
13. ↑  Aurélien Hélias, « Le Sénat veut transformer la réserve parlementaire en dotation aux projets d’équipements ruraux », sur www.courrierdesmaires.fr
14. ↑  Philippe Martinat, « Réserve parlementaire, casier vierge : Ferrand trouble le jeu », leparisien.fr, 27 juillet 2017 (consulté le 27 juillet 2017)
15. ↑  Gabriel Nedelec, « Moralisation : les députés interdisent la rémunération des collaborateurs parlementaires par des lobbies », lesechos.fr, 26 juillet 2017 (consulté le 26 juillet 2017)
16. ↑  « L'Assemblée rejette un article par inadvertance, le président de séance est consterné », sur Le Huffington Post, 27 juillet 2017 (consulté le 28 juillet 2017)
17. ↑  Manon Rescan, « Nouvelle foire d’empoigne à l’Assemblée nationale », lemonde.fr, 28 juillet 2017 (consulté le 28 juillet 2017)
18. ↑  « Le projet de loi de moralisation de la vie politique largement adopté par l’Assemblée nationale », lemonde.fr, 30 juillet 2017 (consulté le 31 juillet 2017)
19. ↑  « Scrutin public sur l'ensemble du projet de loi pour la confiance dans la vie publique (première lecture) », sur www.assemblee-nationale.fr
20. ↑  « Scrutin public sur l'ensemble du projet de loi organique pour la confiance dans la vie publique (première lecture) », sur www.assemblee-nationale.fr
21. ↑  « Les projets de loi sur la moralisation de la vie politique définitivement adoptés par le Parlement », Le Monde, 9 août 2017 (consulté le 10 août 2017)
22. ↑  « Loi de moralisation : le groupe Les Républicains saisit le Conseil constitutionnel », Le Monde, 10 août 2017 (consulté le 10 août 2017)
23. 1 2 3 4 5  « Moralisation de la vie politique : feu vert du Conseil constitutionnel », lesechos.fr, 8 septembre 2017 (consulté le 8 septembre 2017)
24. ↑  « Décision n° 2017-753 DC du 8 septembre 2017 », conseil-constitutionnel.fr, 8 septembre 2017 (consulté le 8 septembre 2017)
25. ↑  « Décision n° 2017-752 DC du 8 septembre 2017 », conseil-constitutionnel.fr, 8 septembre 2017 (consulté le 9 septembre 2017)
26. ↑  Arthur Berdah, « La mise en scène à l'américaine de la signature par Macron de la loi de moralisation », lefigaro.fr, 15 septembre 2017 (consulté le 15 septembre 2017)
27. ↑  Manon Roscan, « Loi de moralisation : le gouvernement lâche du lest sur la réserve ministérielle », lemonde.fr, 25 juillet 2017 (consulté le 26 juillet 2017)
28. ↑  Les députés français survendent la fin de leurs privilèges, letemps.ch, 3 août 2017
29. ↑  MORALISATION DE LA VIE POLITIQUE : LES 2 PROMESSES DE MACRON QUI NE FIGURENT (FINALEMENT) PAS DANS LA LOI, lci.fr, 29 juillet 2017
30. ↑  Manon Rescan, « Les députés rétablissent d’une courte majorité le « verrou de Bercy » », lemonde.fr, 26 juillet 2017 (consulté le 26 juillet 2017)
31. ↑  Rapport d’information déposé par la mission d’information commune sur les procédures de poursuite des infractions fiscales, 23 mai 2018 (lire en ligne)
32. ↑  Article 36 de la loi no 2018-898 du 23 octobre 2018 relative à la lutte contre la fraude
33. ↑  Moralisation de la vie politique : lavage express, liberation.fr, 26 juillet 2017
34. ↑  Renaud Lecadre, « La loi de moralisation : bien mais peut mieux faire », liberation.fr, 8 août 2017 (consulté le 16 août 2017)
35. ↑  Paul Cassia, « Au-delà de la com, la moralisation égarée », Libération,‎ 8 octobre 2017 (lire en ligne)
36. ↑  Catherine Lagrange, « Les auteurs de propos racistes bientôt inéligibles ? », sur lepoint.fr, 31 juillet 2017 (consulté le 2 août 2017).
37. ↑  Anne-Marie Le Pourhiet : «La loi de moralisation est démagogique et liberticide», lefigaro.fr, 28 juillet 2017
38. ↑  « Les propos racistes ou homophobes ne rendront pas forcément inéligibles », lexpress.fr, 8 septembre 2017 (consulté le 8 septembre 2017)
39. ↑  LOI n° 2018-699 du 3 août 2018 visant à garantir la présence des parlementaires dans certains organismes extérieurs au Parlement et à simplifier les modalités de leur nomination (1), dont l'exposé des motifs.
40. ↑  « Moralisation : les députés votent l'interdiction des emplois familiaux », lepoint.fr, 27 juillet 2017 (consulté le 28 juillet 2017)
41. ↑  « Feu vert de l'Assemblée à un statut des collaborateurs parlementaires », lepoint.fr, 27 juillet 2017 (consulté le 28 juillet 2017)
42. ↑  « Assemblée nationale, XVe législature,  Première session extraordinaire de 2017-2018, Compte rendu intégral de la première séance du lundi 16 juillet 2018 », sur www.assemblee-nationale.fr